# Rosegaferro
Rosegaferro is een plaats (frazione) in de Italiaanse gemeente Villafranca di Verona.